# Charles Ier de Tournon
Charles Ier de Tournon (mort le 8 juillet 1550) est évêque de Viviers à partir de 1542. 

## Biographie

### Origines
Charles Ier de Tournon est le fils de Just Ier († 1525), baron de Tournon, et de Jeanne de Vissac († 1543) 

### Carrière ecclésiastique
Il a d'abord été abbé de la Chaise-Dieu, en 1541, quand son oncle François de Tournon la lui a transmise ; mais il a rendu l'abbaye à son oncle en 1542. 
Il a été coadjuteur de Claude de Tournon, évêque de Viviers (son grand-oncle), à partir de 1536, avant de lui succéder en 1542. 
Il est aussi prieur de Notre-Dame d'Andance qui est une dépendance de l'abbaye de la Chaise-Dieu. En 1536, Just de Tournon a fondé le collège de Tournon sous le haut patronage du cardinal François de Tournon. Pour aider au fonctionnement du collège de Tournon, Charles de Tournon a donné le prieuré au collège avec l'autorisation du cardinal François de Tournon, abbé de la Chaise-Dieu. Mais pour ne pas dépouiller complètement l'abbaye, celle-ci a obtenu le droit d'envoyer quatre religieux de l'abbaye étudier dans le collège et d'y être nourris, logés et entretenus sans qu'on puisse jamais rien exiger d'eux,.